# Givrauval
Givrauval is een gemeente in het Franse departement Meuse (regio Grand Est) en telt 275 inwoners (1999). De plaats maakt deel uit van het arrondissement Bar-le-Duc en van de Communauté d'Agglomération Bar-le-Duc Sud Meuse, een samenwerkingsverband tussen 33 gemeenten.

## Geografie
De oppervlakte van Givrauval bedraagt 9,6 km², de bevolkingsdichtheid is 28,6 inwoners per km².
De onderstaande kaart toont de ligging van Givrauval met de belangrijkste infrastructuur en aangrenzende gemeenten.

## Demografie
Onderstaande figuur toont het verloop van het inwonertal (bron: INSEE-tellingen).